# 氷上侵攻

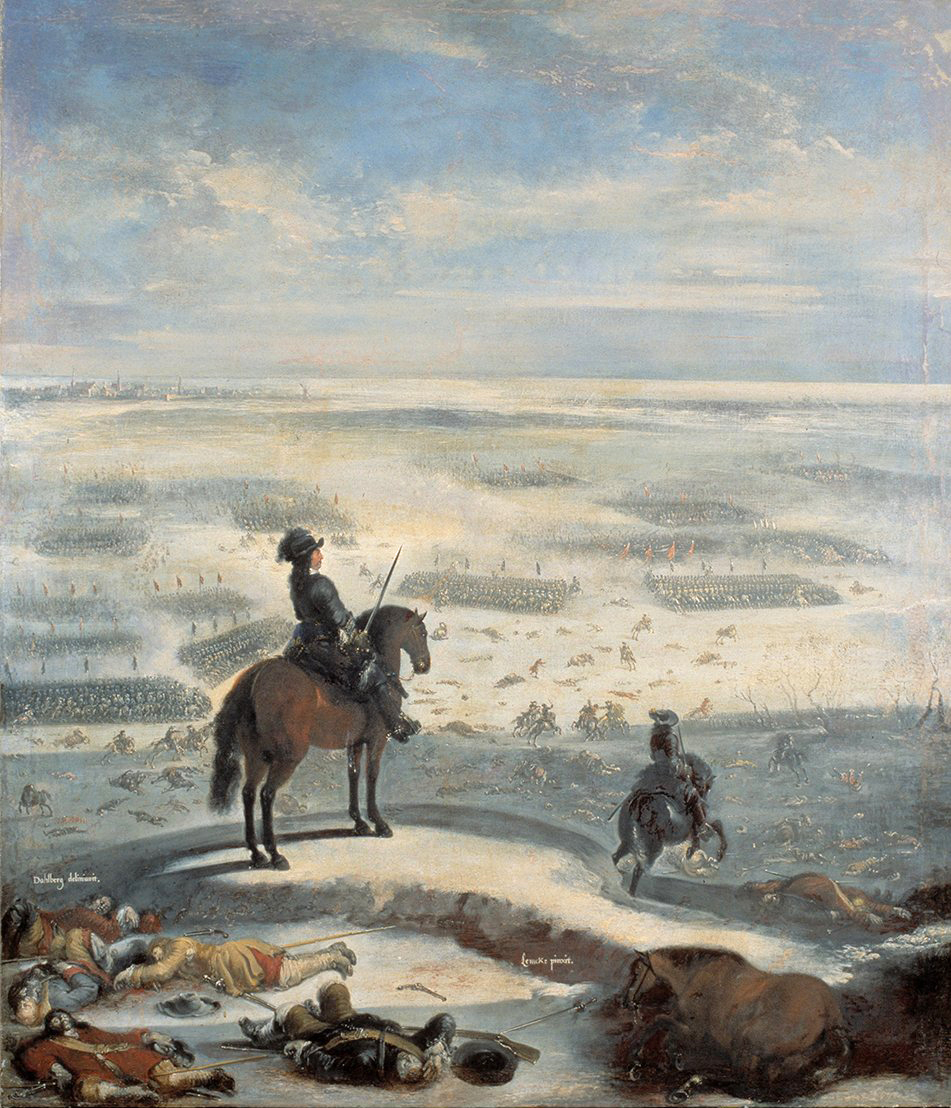
1658年の氷上侵攻。Johan Philip Lemke画

氷上侵攻（ひょうじょうしんこう）は、北方戦争（1655年 - 1661年）のうちのスウェーデン・デンマーク間の戦闘（カール・グスタフ戦争）において、スウェーデン王カール10世が指揮した、凍結した海峡を越えての奇襲侵攻作戦をいう。「ベルト海峡越えの進軍」（スウェーデン語: Tåget över stora bält, 英語: March across the Belts）とも称される。1658年に行われたこの作戦の成功によりスウェーデンはデンマークを屈服させ、ロスキレ条約が締結された。
なお、大北方戦争（1700年 - 1721年）中の1716年にもスウェーデン本土からデンマークへの氷上侵攻が試みられた。こちらは「嵐に消えた氷上侵攻」とも呼ばれている（第二の氷上侵攻）。本項ではこれについても言及する。

## 1658年の氷上侵攻

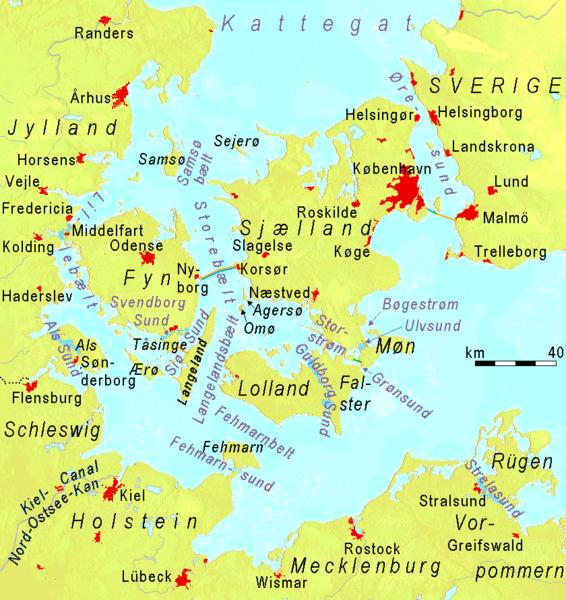
ユトランド半島とフュン島（Fyn）の間にあるのが小ベルト海峡。ヒュン島とシェラン島（Sjælland）の間にあるのがる大ベルト海峡である。シェラン島とスウェーデン本土との間にはエーレスンド海峡がある。

第一の氷上侵攻は、17世紀の北方戦争を構成する「カール・グスタフ戦争」のうち、第一次戦役 (Dano-Swedish War (1657–1658)) で行われた。
スウェーデン王カール10世はポーランドに侵攻していたが（大洪水時代参照）、1657年にはポーランドからの撤退を余儀なくされた。この機に乗じたデンマーク王フレデリク3世は、スウェーデンに対して宣戦布告を行った。これに対してカール10世はすぐさまポーランドからドイツを経てデンマークに侵攻し、瞬く間にユトランド半島を制圧した。しかし、デンマークの首都コペンハーゲンはシェラン島に位置しており、海峡を越えての進軍は困難であった。カール10世の進軍は止まり、デンマークを屈服させることはできなかった。
折しも1657年から1658年にかけて猛烈な寒波が同地を襲い、大ベルト海峡（ストーラベルト海峡）と小ベルト海峡（リラベルト海峡）が氷結した。カール10世は好機を見逃さず、1658年1月30日朝に小ベルト海峡を越えてフェン島に到達、2月8日には大ベルト海峡を越えてシェラン島に上陸した。氷上侵攻は大成功を収め、スウェーデン軍はコペンハーゲンを包囲した。戦意を喪失したデンマークは、ロスキレ条約を締結。この結果スウェーデンは、北方戦争の事実上の覇者となった。
現代においてもスウェーデン人はこの作戦を誇りとしている。

## 1716年の氷上侵攻計画
第二の氷上侵攻は、18世紀の大北方戦争における、スウェーデンとデンマークとの戦役で計画された。当時のスウェーデン王は、カール10世の孫にあたるカール12世である。
17世紀以降バルト海の覇権を握り、フィンランドを従えて「バルト帝国」と称されたスウェーデンであったが、ポルタヴァの戦い（1708年）においてロシア帝国に大敗を喫し、その威信と影響力は失墜することとなった。スウェーデンが体勢を立て直してロシアと対峙する上で、反スウェーデン同盟（北方同盟）に参加して背後からスウェーデンを脅かすデンマーク（当時はノルウェーとの同君連合国家「デンマーク＝ノルウェー」を構成していた）を屈服させることが重要であると考えられていた。
カール12世は、当初ノルウェー方面への侵攻を考えて、スウェーデン本土のスコーネに陣取っていたが、1715年から1716年にかけてデンマークを寒波が襲った。これによりエーレスンド海峡が氷結して氷上侵攻が可能となり、カール12世はその準備を進めた。デンマーク側も58年ぶりの悪夢の再来を覚悟して島全体に防衛体制を敷いた。
ところが、スウェーデンが侵攻命令を下す直前になってエーレスンド海峡を嵐が吹き荒れ、氷は破壊され再びの架橋は期待できなくなった。この結果、作戦は中止された。カール12世は、以後デンマーク本土に対する牽制を諦め、その対象をノルウェー本土に定めて行く事となった。